# More (K/DA)
More (stilizzato come MORE) è un singolo del gruppo musicale virtuale K/DA pubblicato il 28 ottobre 2020 come secondo estratto dall'EP All Out. Tale singolo è stato pubblicato sotto l'etichetta discografica Riot Games e Stone Music.
Il brano vede la partecipazione di Seraphine, personaggio introdotto nel videogioco League of Legends a partire dal 2020, doppiata dalla cantante cinese Lexie Liu.

## Promozione
In promozione al singolo, oltre ad essere stati lanciati vari hashtag, sono stati resi disponibili degli accessori per i personaggi del videogioco League of Legends da cui il gruppo K/DA proviene.

## Formazione
- (G)I-dle – voce
- Madison Beer – voce
- Lexie Liu – voce
- Jaira Burns – voce
- Seraphine – voce
- Riot Music Team – produzione, ingegneria del suono, missaggio, mastering
- Sebastien Najand – produzione
- Rebecca Johnson – cori
- Lexie Liu - traduzione cinese
- Lydia Paek – traduzione coreana
- Minji Kim – traduzione coreana

## Video musicale
Il 28 ottobre, in concomitanza con l'uscita del singolo è stato pubblicato il videoclip per il brano. Tale video ha ottenuto oltre 10 milioni di visualizzazioni nelle prime 24 ore.
Il video musicale è un'animazione in cui le protagoniste vivono in era futura ed eseguono coreografie sulla musica del brano.

## Tracce
Testi di Riot Music Team, Rebecca Johnson, Sebastien Najand.
1. (G)I-dle, Madison Beer, Lexie Liu, Jaira Burns, Seraphine come K/DA – More – 3:37

## Date di pubblicazione
| Paese         | Data di pubblicazione | Formato                      | Etichetta  | Note  |
| ------------- | --------------------- | ---------------------------- | ---------- | ----- |
| Mondo         | 28 ottobre 2020       | Download digitale, streaming | Riot Games | [ 6 ] |
| Corea del Sud | 29 ottobre 2020       | Download digitale, streaming | Riot Games | [ 7 ] |